# Велика жупа Гора-Пригір'я
Велика жупа Гора-Пригір’я (хорв. Velika župa Gora-Prigorje) — адміністративно-територіальна одиниця Незалежної Держави Хорватії (НДХ), що існувала на території сучасних Хорватії та Боснії і Герцеговини з 5 липня 1944 до1945 року. 

## Адміністративний устрій
Адміністративним центром був Загреб, хоча саме місто в жупу не входило, маючи окремий статус . Велика жупа складалася з наведених нижче районів, які називалися «котари» або «котарські області» (хорв. kotarske oblasti) і збігалися в назві з їхніми адміністративними центрами :
- Велика Гориця
- Глина
- Доня Стубиця
- Дуго-Село
- Загреб
- Костайниця
- Кутина
- Петриня
- Самобор
- Светі-Іван-Зеліна
- Сисак

Крім того, в окремі адміністративні одиниці було виділено міста Петриня і Сисак.
Цивільною адміністрацією у великій жупі керував великий жупан (префект), якого призначав поглавник Анте Павелич.

## Історія
5 липня 1944 з метою покращення організації та оптимізації роботи було проведено реорганізацію великих жуп, у ході якої, зокрема, розформовано великі жупи Гора і Пригір'я та утворено нову велику жупу Гора-Пригір’я, куди ввійшли території тих двох великих жуп за винятком двох котарів великої жупи Гора — Босанського-Нового і Двору, які передали великій жупі Крбава-Псат. Із 15 квітня 1945 року також діяло котарське відділення Суня. Пізніше, 21 квітня 1945 р., до складу великої жупи Гора-Пригір’я було тимчасово включено і район Топусько, який раніше входив у велику жупу Покуп'я.